# 山岡鐵舟
山岡鐵舟（日语：／ Yamaoka Tesshū，1836年7月23日—1888年7月19日），日本幕末政治家、劍術家及思想家。名諱高步、通稱鐵太郎，鐵舟為其居士號。一刀正傳無刀流的開山祖師，與勝海舟、高橋泥舟並稱「幕末三舟」。

## 生平
天保7年（1836年）6月10日生于江戶本所，為藏奉行小野朝右衛門高福四子。从九岁开始向久須美閑適齋修習真影流劍術，弘化2年（1845年），高福升任飛驒郡代，鐵太郎隨父遷往高山，拜入岩佐一亭門下學書法，15歲時由師授予一樂齋之號，其後高福又為子延攬井上清虎，教授其北辰一刀流劍法。嘉永5年（1852年），高福病逝，鐵太郎回到江戶，受井上引薦而入講武所，得到千葉周作親自指點，又得山岡靜山傳授忍心流槍術，然不久靜山猝逝，鐵太郎在其弟謙三郎（即泥舟）的懇求下，與其妹英子結婚，成了山岡家的婿養子。
安政3年（1856年），劍道已堪精妙的鐵太郎接任講武所世話役（相當於教官），翌年，鐵太郎結識了摯友清河八郎，並與笠井伊藏、松岡万、伊牟田尚平、樋渡八兵衛、神田橋直助、益滿休之助、安積五郎、池田德太郎、中村貞太郎、西川練造、美玉三平、村上俊五郎及石坂宗順等13名尊攘志士共組「虎尾會」。文久2年（1862年），清河以攘夷為名召集天下浪士，組織浪士組，鐵太郎與友中條金之助被任命為取締役。文久3年（1863年），清河帶領浪士組以護衛將軍上洛為名目，先抵京都，但旋即被幕府命令返還，原來幕府早已警戒，不久清河即被刺客佐佐木只三郎、窪田泉太郎等暗殺，鐵太郎亦遭禁閉處分。此時，鐵太郎遇上中西派一刀流淺利義明，與之比試竟屢屢敗北，遂入其門下，鑽研劍禪如一之道。
慶應4年（1868年），在鳥羽伏見之戰潰敗的幕府，派遣鐵太郎前往駿府，與西鄉隆盛交涉江戶開城事宜，在西鄉提出的五條件中，他為「幽閉慶喜於備前藩 」據理力爭，最後西鄉被其直言抗辯、寸步不讓的膽識折服。3月13日，勝海舟與西鄉展開會談，最終江戶城和平交割，慶喜返回水戶蟄居，免於一死。
明治維新後，德川家移封靜岡藩，鐵太郎仍輔德川家達建設之。明治4年（1871年）廢藩置縣，鐵太郎始出仕新政府，歷任靜岡縣權大參事、茨城縣參事、伊萬里縣權令等職，隔年應西鄉之邀，與其定下十年期限，以侍從仕於明治天皇，歷任宮內大丞、宮内少輔。明治11年（1878年），竹橋事件暴發，鐵太郎守護御座所甚力，事後得天皇褒勉。明治15年（1882年），如期致仕。明治16年（1883年），為憑弔殉身維新的人們，創建了菩提寺全生庵。明治18年（1885年），繼承小野派一刀流宗家，開一刀正傳無刀之新流。明治20年（1887年）敘勳，位列子爵。但約在此時，長年患有胃病的他，被診斷已惡化為胃癌。翌年7月19日朝9時，鐵太郎面向皇居，以跏趺坐的姿勢逝去，享年53歲，死後追贈勳二等旭日重光章。

## 登場作品
評傳
- 鐵舟居士乃真面目（全生庵、圓山牧田著）
- 我的師傅：山岡鐵舟先生正傳（春風館、小倉鐵樹著）
- 幕末三舟傳（島津書房、頭山滿著）
- 定本山岡鐵舟（新人物往来社、牛山榮治著）
- 薰風之人 山岡鐵舟（日本出版放送企劃、岩崎榮（日语：岩崎栄）著）
- 真男子－山岡鐵太郎的青春（日本出版放送企劃、山中秀夫著）
- 維新的大聖山岡鐵舟（日本出版放送企劃、秋山耕輝著）
- 高士山岡鐵舟―傳記・山岡鐵舟（大空社、葛生能久（日语：葛生能久）著）
- 山岡鐵舟 劍禪話（Tachibana（日语：たちばな出版）、高野澄（日语：高野澄）著）
- 山岡鐵舟的武士道（KADOKAWA、勝部真長（日语：勝部真長）著）
- 書與禪（春秋社、大森曹玄（日语：大森曹玄）著）
- 山岡鐵舟　幕末・維新的仕事人（光文社、佐藤寬著）
- 幕末的三舟－海舟・鐵舟・泥舟的生涯（講談社、松本健一（日语：松本健一）著）
- 最後的武士 山岡鐵舟（教育評論社、平井正修著）
- 凛凛疾風中―山岡鐵舟傳（內藤泰春著）

小說
- 山岡鐵舟（文藝春秋、南條範夫（日语：南條範夫）著）
- 春風無刀流（中央公論新社、津本陽（日语：津本陽）著）
- 斬斷春風－小說・山岡鐵舟（PHP研究所、神渡良平著）
- 捨生忘名（集英社、山本兼一著）
- 活人劍 山岡鐵舟（叢文社、今川德三（日语：今川徳三）著）
- 幕末最後的劍客（光文社、志津三郎著）
- 橫渡荒海的鐵舟（雙葉社、鳥羽亮（日语：鳥羽亮）著）
- 山岡鐵舟（日本經濟新聞出版社（日语：日本経済新聞出版社）、小島英記（日语：小島英記）著）
- 鐵舟之劍（實業之日本社（日语：実業之日本社）、仁木英之（日语：仁木英之）著）
- 三舟、奔！（實業之日本社、仁木英之著）

影視劇
- 櫻田門（1961年、大映、演：林成年）
- 暗殺（日语：暗殺 (映画)）（1964年、松竹、演：穗積隆信）
- 燃劍（日语：燃えよ剣#1966年版_2）（1966年、TX、演：高木二朗）
- 三姊妹（日语：三姉妹）（1967年、NHK大河劇、演：生井健夫）
- 清水次郎長（日语：清水次郎長 (1971年のテレビドラマ)）（1971年、CX、演：加藤剛）
- 勝海舟（日语：勝海舟 (NHK大河ドラマ)）（1974年、NHK大河劇、演：宍戶錠（日语：宍戸錠））
- 次郎長三國志（1974年、NET、演：田村高廣）
- 新選組始末記（日语：新選組始末記#テレビドラマ（1977年））（1977年、TBS、演：和崎俊哉）
- 燃花迸散：炎之劍士 沖田總司（1984年、NTV、演：梅宮辰夫）
- 新選組（1987年、ANB、演：片岡弘貴）
- 田原坂（日语：田原坂 (テレビドラマ)）（1987年、NTV、演：橫內正（日语：横内正））
- 次郎長三國志 東海道的暴徒（日语：次郎長三国志東海道の暴れん坊）（1988年、ANB、松方弘樹（日语：松方弘樹））
- 勝海舟（日语：勝海舟 (1990年のテレビドラマ)）（1990年、NTV、演：勝野洋）
- 必殺SP・新春 大暴仕事人！橫濱異人屋決鬥（日语：必殺スペシャル・新春 大暴れ仕事人! 横浜異人屋敷の決闘）（1990年、ABC、演：龍虎（日语：龍虎勢朋））
- 次郎長三國志（日语：次郎長三国志 (1991年のテレビドラマ)）（1991年、TX、演：藤田真（日语：藤田まこと））
- 德川慶喜（1998年、NHK大河劇、演：伊武雅刀）
- 山田風太郎 機關人偶事件帖～警視廳草紙～（日语：山田風太郎 からくり事件帖-警視庁草紙より-）（2001年、NHK、演：磯部勉）
- 新選組！（2004年、NHK大河劇、演：羽場裕一）
- 遺恨！明治十三年：最後的復仇（日语：遺恨あり 明治十三年 最後の仇討）（2011年、EX、演：北大路欣也）
- 向陽之樹（2012年、NHK、演：尾關伸嗣（日语：尾関伸嗣））
- 花嵐劍士：生於幕末的女劍士・中澤琴（2017年、NHK-BS、演：竹尾一真）
- 西鄉殿（2018年、NHK大河劇、演：藤本隆宏（日语：藤本隆宏 (俳優)））

漫畫
- 向陽之樹（小學館、手塚治虫作）
- MUJIN～無盡～（日语：MUJIN-無尽-）（少年畫報社、岡田屋鐵藏（日语：岡田屋鉄蔵）作）
- 貓貓日本史（日语：ねこねこ日本史）（實業之日本社、噌西健治（日语：そにしけんじ）作）

## 外部連結
- 香川善治郎覺書抄 （页面存档备份，存于）
- 普門山全生庵 （页面存档备份，存于）
- 山岡鐵舟關係學術著作集  （页面存档备份，存于）
- 山岡鐵舟研究會 （页面存档备份，存于）
- 岩倉公所藏正宗鍛刀記（與西鄉會見的模樣。日本漢文世界） （页面存档备份，存于）
- 『劍客山岡鐵舟評傳』（英文、2012年） （页面存档备份，存于）
- 西鄉・山岡會見紀念碑～慶喜助命、江戶無血開城～ （页面存档备份，存于） - 靜岡縣立中央圖書館